# 至徳 (陳)
至徳（しとく）は、南北朝時代の南朝陳において後主陳叔宝の治世に使用された元号。583年正月 - 586年12月。

## 西暦・干支との対照表
| 至徳 | 元年  | 2年   | 3年   | 4年   |
| 西暦 | 583年 | 584年 | 585年 | 586年 |
| 干支 | 癸卯  | 甲辰  | 乙巳  | 丙午  |